# Granite City
Granite City es una ciudad ubicada en el condado de Madison en el estado estadounidense de Illinois. En el Censo de 2010 tenía una población de 29849 habitantes y una densidad poblacional de 556,7 personas por km².

## Geografía
Granite City se encuentra ubicada en las coordenadas 38°43′45″N 90°7′32″O / 38.72917, -90.12556. Según la Oficina del Censo de los Estados Unidos, Granite City tiene una superficie total de 53.62 km², de la cual 49.96 km² corresponden a tierra firme y (6.83%) 3.66 km² es agua.

## Demografía
Según el censo de 2010, había 29849 personas residiendo en Granite City. La densidad de población era de 556,7 hab./km². De los 29849 habitantes, Granite City estaba compuesto por el 89.52% blancos, el 5.47% eran afroamericanos, el 0.38% eran amerindios, el 0.52% eran asiáticos, el 0.04% eran isleños del Pacífico, el 1.97% eran de otras razas y el 2.09% pertenecían a dos o más razas. Del total de la población el 4.99% eran hispanos o latinos de cualquier raza.